# Bassetthorn (orgelstämma)
Bassetthorn är en orgelstämma inom principalstämmor och är 8´. Den tillhör kategorin labialstämmor. Stämman användes i svenskt senromantiskt orgelbyggeri och var då en mjukt intonerad principal.